# Tuttle (Oklahoma)
Tuttle é uma cidade localizada no estado norte-americano de Oklahoma, no Condado de Grady.

## Demografia
Segundo o censo norte-americano de 2000, a sua população era de 4294 habitantes.
Em 2006, foi estimada uma população de 5704, um aumento de 1410 (32.8%).

## Geografia
De acordo com o United States Census Bureau tem uma área de
75,5 km², dos quais 75,5 km² cobertos por terra e 0,0 km² cobertos por água. Tuttle localiza-se a aproximadamente 402 m acima do nível do mar.

## Localidades na vizinhança
O diagrama seguinte representa as localidades num raio de 20 km ao redor de Tuttle.